# Burkilliodendron album
Burkilliodendron es un género de plantas con flores con una especie perteneciente a la familia Fabaceae. Su única especie: Burkilliodendron album, es originaria de Malasia y Península de Malaca.

## Taxonomía
Burkilliodendron album fue descrita por (Ridl.) Sastry y publicado en Bulletin of the Botanical Survey of India 10: 243. 1969.
Sinonimia
- Alloburkillia alba Ridl.
- Burkillia alba Ridl.[3]